# Platan javorolistý v parku Jezerka
Platan javorolistý v parku Jezerka je památný strom, který roste v Praze 4 - Nuslích mezi Divadlem Na Jezerce a parkovým jezírkem.

## Parametry stromu
- Výška (m): 36,0
- Obvod (cm): 473
- Ochranné pásmo: ze zákona
- Datum prvního vyhlášení: 08.02.2001[1][2]
- Odhadované stáří: 200 let (k roku 2016)[3]

## Popis
Báze kmene stromu je mohutná. Kmen se postupně zužuje, poté rozděluje do dvou silných větví, které se dále rozdělují a vytvářejí protáhlou korunu. Zdravotní stav stromu je velmi dobrý.

## Historie
Návrší v místech parku je v kronice Václava Hájka z Libočan nazýváno „Bezer“. Údajně sem chodila kněžna Libuše a voda ze zdejšího pramene měla naplňovat „Libušinu lázeň“. Ze zdejší studánky bývala voda vedena až na Vyšehrad, později dala Vyšehradská kapitula studánku obezdít a vyměnila dřevěné trubky za kamenné. Vinice zde založená se nazývala Šustrová. Její jméno převzala později postavená usedlost, která po přestavbě na zámeček roku 1835 získala název Jezerka.
Platan byl vysazen kolem roku 1815 a roste u rybníčku napájeného z dolního pramene.